# Keenan Wynn
Francis Xavier Aloysius James Jeremiah Keenan Wynn (* 27. Juli 1916 in New York; † 14. Oktober 1986 in Brentwood, Kalifornien) war ein US-amerikanischer Schauspieler bei Theater, Film und im Fernsehen. Er zählte über Jahrzehnte zu den gefragtesten Nebendarstellern des amerikanischen Kinos.

## Leben
Wynn wurde in eine Familie aus dem Showbusiness geboren. Auch sein Vater, der Komiker und Clown Ed Wynn, war ein bekannter Schauspieler im Fernsehen und Kino (unter anderem der Onkel Albert in Mary Poppins). Keenan Wynn startete seine Karriere in den 1930er-Jahren im Theater, zwischen 1935 und 1943 spielte er in verschiedenen Broadway-Aufführungen. Anfang der 1940er-Jahre erhielt er erste Rollen im Film, bis zu seinem Tod war er ein vielbeschäftigter Schauspieler. Beachtete Auftritte hatte Wynn auch in Filmmusicals, so unter anderem in Annie Get Your Gun und Küß mich, Kätchen! oder in Der goldene Regenbogen neben Fred Astaire. Wynn spielte auch häufig Nebenrollen in Western, so als Sheriff in Spiel mir das Lied vom Tod neben Henry Fonda und Claudia Cardinale sowie in Die Gewaltigen neben John Wayne und Kirk Douglas.
Eine Kult-Rolle war die des schurkigen Finanzmagnaten und Investors Alonzo P. Hawk, den Keenan Wynn in den 1960er- und 1970er-Jahren in insgesamt drei Disney-Filmen verkörperte, alle inszeniert von Robert Stevenson. In den ersten beiden dieser Filme, Der fliegende Pauker und dessen Fortsetzung Der Pauker kann’s nicht lassen, spielte auch sein Vater Ed Wynn mit. In dem dritten Film Herbie groß in Fahrt ist Wynn in der Rolle des Hawk der Gegenspieler des titelgebenden VW-Käfers. Darüber hinaus war Wynn im Verlauf seiner Karriere auch in zahlreichen Fernsehfilmen und -serien zu sehen, so unter anderem Anfang der 1980er-Jahre in der Seifenoper Dallas als Willard „Digger“ Barnes, der Gegenspieler von John Ross sr. „Jock“ Ewing (Jim Davis).
Bereits 1959 hatte er zusammen mit James Brough seine Autobiografie mit dem bezeichnenden Titel Ed Wynn’s Son vorgelegt. Der Schauspieler war dreimal verheiratet, zuletzt von 1954 bis zu seinem Tod mit Sharley Hudson, und hatte fünf Kinder. Keenan Wynn starb mit 70 Jahren im kalifornischen Brentwood an Krebs. Sein Sohn Tracy Keenan Wynn ist Drehbuchautor, seine Enkelin Jessica Keenan Wynn eine Schauspielerin. Ein weiterer Sohn, Ned Wynn (1941–2020), war Schauspieler, Buch- und Drehbuchautor.

## Filmografie

### Kino
- 1942: Somewhere I’ll Find You
- 1942: The War Against Mrs. Hadley (Stimme)
- 1942: For Me and My Gal
- 1943: Der kleine Engel (Lost Angel)
- 1944: Als du Abschied nahmst (Since You Went Away)
- 1945: Zu klug für die Liebe (Without Love)
- 1945: Urlaub für die Liebe (The Clock)
- 1945: Between Two Women
- 1945: Broadway Melodie 1950 (Ziegfeld Follies)
- 1945: Weekend im Waldorf (Week-End at the Waldorf)
- 1945: What Next, Corporal Hargrove?
- 1946: Eine Falle für die Braut (Easy to Wed)
- 1946: Sambafieber (The Thrill of Brazil)
- 1947: Der Windhund und die Lady (The Hucksters)
- 1947: Das Lied vom dünnen Mann (Song of the Thin Man)
- 1948: B.F.’s Daughter
- 1948: Die drei Musketiere (The Three Musketeers)
- 1948: My Dear Secretary
- 1949: Neptuns Tochter (Neptune’s Daughter)
- 1949: Kuß um Mitternacht (That Midnight Kiss)
- 1950: Duell in der Manege (Annie Get Your Gun)
- 1950: Drei kleine Worte (Three Little Words)
- 1951: Königliche Hochzeit (Royal Wedding)
- 1951: Kind Lady
- 1951: Karneval in Texas (Texas Carnival)
- 1952: Ein Fremder ruft an (Phone Call from a Stranger)
- 1952: Die Schönste von New York (The Belle of New York)
- 1952: Mädels ahoi (Skirts Ahoy!)
- 1953: Arzt im Zwielicht (Battle Circus)
- 1953: Küß mich, Kätchen! (Kiss Me Kate)
- 1953: Die schwarze Perle (All the Brothers Were Valiant)
- 1954: Villa mit 100 PS (The Long, Long Trailer)
- 1954: Verwegene Landung (Men of the Fighting Lady)
- 1955: Der gläserne Pantoffel (The Glass Slipper)
- 1955: Umzingelt (The Marauders)
- 1956: Der Mann im grauen Flanell (The Man in the Gray Flannel Suit)
- 1957: Traum in Pink (The Fuzzy Pink Nightgown)
- 1957: Die Rose von Tokio (Joe Butterfly)
- 1957: Geh nicht zu nah ans Wasser (Don’t Go Near the Water)
- 1958: Durchbruch bei Morgenrot (The Deep Six)
- 1958: Im Zeichen des Bösen (Touch of Evil)
- 1958: Zeit zu leben und Zeit zu sterben (A Time to Love and a Time to Die)
- 1958: Urlaubsschein nach Paris (Vacances à Paris)
- 1959: So etwas von Frau! (That Kind of Woman)
- 1959: Eine Nummer zu groß (A Hole in the Head)
- 1960: SOS für Flug T 17 (The Crowded Sky)
- 1961: Der fliegende Pauker (The Absent-Minded Professor)
- 1962: Hitler
- 1962: Der Pauker kann’s nicht lassen (Son of Flubber)
- 1964: Plädoyer für einen Mörder (Man in the Middle)
- 1964: Dr. Seltsam oder: Wie ich lernte, die Bombe zu lieben (Dr. Strangelove or: How I Learned to Stop Worrying and Love the Bomb)
- 1964: Hotel für Liebespaare (Honeymoon Hotel)
- 1964: Die Heulboje (The Patsy)
- 1964: Postkutsche nach Thunder Rock (Stage to Thunder Rock)
- 1964: Nur für Offiziere (The Americanization of Emily)
- 1965: Hetzjagd in Ketten (Nightmare in the Sun)
- 1965: Das große Rennen rund um die Welt (The Great Race)
- 1966: Versprich ihr alles (Promise Her Anything)
- 1966: Die Todes-Ranch (The Night of the Grizzly)
- 1966: San Fernando (Stagecoach)
- 1966: Unter Wasser rund um die Welt (Around the World Under the Sea)
- 1967: Der Todesschuss (Warning Shot)
- 1967: Mordbrenner von Arkansas (Welcome to Hard Times)
- 1967: Die Gewaltigen (The War Wagon)
- 1967: Point Blank
- 1967: Gesetz der Hölle (Run like a Thief)
- 1968: Im Staub der Sonne (Spara, Gringo, spara)
- 1968: Der goldene Regenbogen (Finian’s Rainbow)
- 1968: Spiel mir das Lied vom Tod (C’era una volta il West)
- 1968: The Magic Pear Tree (Kurzfilm, Stimme)
- 1969: Mackenna’s Gold
- 1969: Smith! – Ein Mann gegen alle (Smith!)
- 1969: 80 Schritte bis zum Glück (80 Steps to Jonah)
- 1969: Viva Max!
- 1970: Die Bestialischen (The Animals)
- 1971: Eine nach der Anderen (Pretty Maids All in a Row)
- 1971: Bratpfanne Kaliber 38 (… e alla fine lo chiamarono Jerusalem l’implacabile)
- 1972: Die Ferien des Mr. Bartlett (Cancel My Reservation)
- 1972: Kalter Hauch (The Mechanic)
- 1972: Erbschaft in Weiß (Snowball Express)
- 1974: Herbie groß in Fahrt (Herbie Rides Again)
- 1974: Ein Mann stellt eine Falle (The Internecine Project)
- 1975: Nashville
- 1975: Miami Connection (The Man Who Would Not Die)
- 1975: Nachts, wenn die Leichen schreien (The Devil’s Rain)
- 1976: Bluthunde vom Teufel zerrissen (High Velocity)
- 1976: Der Mörder in mir (The Killer Inside Me)
- 1976: Zotti, das Urviech (The Shaggy D.A.)
- 1977: Orca, der Killerwal (Orca)
- 1978: Laserkill – Todesstrahlen aus dem All (Laserblast)
- 1978: Heiße Shorts und kesse Boys (Coach)
- 1978: Piranhas (Piranha)
- 1979: Saat des Wahnsinns – Clonus Horror (Parts: The Clonus Horror)
- 1979: Die Faust (The Glove)
- 1980: Sag mir, was Du willst (Just Tell Me What You Want)
- 1980: Schatz in der Tiefe (The Treasure Seekers)
- 1980: Monster aus der Tiefe (Monster – The Legend that Became a Terror)
- 1982: Das letzte Einhorn (The Last Unicorn) (Stimme)
- 1982: Zwei dicke Freunde (Best Friends)
- 1982: Ein Sprung in der Schüssel (Hysterical)
- 1985: Alarmstufe 1 (Prime Risk)
- 1986: Black Moon (Black Moon Rising)
- 1986: Hyper Sapien: People from Another Star

### Fernsehen
- 1958/1961: Alfred Hitchcock präsentiert (Alfred Hitchcock Presents, zwei Folgen)
- 1959–1960: Im letzten Augenblick (The Troubleshooters, 26 Folgen)
- 1959–1960: Black Saddle (drei Folgen)
- 1959, 1961: Die Unbestechlichen (The Untouchables, zwei Folgen)
- 1960: Twilight Zone (The Twilight Zone, Folge 1x36 Requiem für eine Serie)
- 1961: Route 66 (Folge 2x10)
- 1961–1962: Gnadenlose Stadt (Naked City, zwei Folgen)
- 1962: Tausend Meilen Staub (Rawhide, Folge 5x04)
- 1962–1963: Heute Abend Dick Powell (The Dick Powell Show, drei Folgen)
- 1963: 77 Sunset Strip (zwei Folgen)
- 1963–1964: Amos Burke (Burke’s Law, zwei Folgen)
- 1964: Bonanza (Folge 5x17 Joe und sein Doppelgänger)
- 1966: Verrückter wilder Westen (The Wild Wild West, Folge 1x25)
- 1969–1970: The Name of the Game (drei Folgen)
- 1970: Lancer (Folge 2x14)
- 1971: Einsatz im Pazifik (Assault on the Wayne, Fernsehfilm)
- 1971: Der Stich ins Wespennest (Cannon, Fernsehfilm)
- 1971: Panik in den Wolken (Terror in the Sky, Fernsehfilm)
- 1971: Ohne Furcht und Sattel (Bearcats!, Folge 1x09)
- 1971: Twen-Police (The Mod Squad, Folge 4x11)
- 1971–1972: Alias Smith und Jones (Alias Smith and Jones, drei Folgen)
- 1972: Owen Marshall – Strafverteidiger (Owen Marshall: Counselor at Law, Folge 1x17)
- 1972: Cannon (Folge 1x19)
- 1972: Tödliches Gold (Assignment: Munich, Fernsehfilm)
- 1972: Hawaii Fünf-Null (Hawaii Five-O, Folge 5x08 Das Boot im Bunker)
- 1973: McMillan & Wife (Folge 3x02)
- 1973: Polizeiarzt Simon Lark (Dr. Simon Locke, Folge 3x09)
- 1973: Hec Ramsey (Folge 2x01)
- 1973: The New Perry Mason (Folge 1x05)
- 1974/1975: Der Nachtjäger (The Night Stalker, zwei Folgen)
- 1975: Notruf California (Emergency!, Folge 4x21)
- 1975: Abenteuer der Landstraße (Movin' On, Folge 2x04)
- 1976: California Cops – Neu im Einsatz (The Rookies, Folge 4x19)
- 1976: Die Entführung des Lindbergh-Babys (The Lindbergh Kidnapping Case, Fernsehfilm)
- 1976: Baretta (Folge 3x05)
- 1978: Make-up und Pistolen (Police Woman, Folge 4x22)
- 1978: Die Sieben-Millionen-Dollar-Frau (The Bionic Woman, Folge 3x21 Die Stadt der Gesetzlosen)
- 1979–1980: Dallas (10 Folgen)
- 1980: Die Chaotin und der Wolfmann (Mom, the Wolfman and Me, Fernsehfilm)
- 1981: One Day at a Time (Folge 6x19)
- 1981: Fantasy Island (Folge 5x05)
- 1982: Ein Piano für Mrs. Cimino (A Piano for Mrs. Cimino, Fernsehfilm)
- 1982: Grizzly Adams: Auf der Flucht (The Capture of Grizzly Adams, Fernsehfilm)
- 1982: Love Boat (The Love Boat, Folge 6x13)
- 1983: Chefarzt Dr. Westphall (St. Elsewhere, Folge 1x13 Eine seltene Krankheit)
- 1983: Taxi (Folge 5x21)
- 1983: Quincy (Quincy, M.E., Folge 8x23)
- 1983: Hardcastle & McCormick (Hardcastle and McCormick, Folge 1x13 Der Ton macht die Musik)
- 1984–1985: Air Force (Call to Glory, 23 Folgen)
- 1985: Code of Vengeance (Folge 1x01)
- 1985: Ein Engel auf Erden (Highway to Heaven, Folge 2x07)
- 1986: Ein Colt für alle Fälle (The Fall Guy, Folge 5x21)
- 1986: Das durchgeknallte Polizeirevier (The Last Precinct, acht Folgen)

## Auszeichnungen
- 1960: Stern auf dem Hollywood Walk of Fame (1501 Vine Street)
- 1978: Emmy-Nominierung für seine Gastrolle in Make-Up und Pistolen